# Alla helgons grekisk-ortodoxa kyrka, Peoria
Alla helgons grekisk-ortodoxa kyrka (engelska: All Saints Church of the Greek Orthodox Church) är en grekisk-ortodox kyrkobyggnad belägen i staden Peoria, i delstaten Arizona, i sydvästra USA.
Kyrkan är helgad åt Alla helgons dag.

## Historik

### Innan byggnadet
År 1929 bildades en kommitté för att samla in medel för att bygga upp eller köpa en befintlig församling. Insamlingen samlade in 1820 dollar och en befintlig kyrka på köptes för 14 827 dollar.
1931 valdes det allra första församlingsrådet och var under ledning av George Chiames som ordförande.
Församlingen förenades och fick namnet "All Saints Church of the Greek Orthodox Church'' den 26 mars 1931.

### Byggandet
1960 köptes mark för att bygga kyrkan. Den 24 november tre år senare togs det första spadtaget.
Den första gudstjänsten hölls på julafton 1964.
Kyrkan invigdes i juni 1981, som leddes av Metropolit Iakovos (som var biskop vid den tiden).